# Anchialina grossa
Anchialina grossa är en kräftdjursart som beskrevs av Hansen 1910. Anchialina grossa ingår i släktet Anchialina och familjen Mysidae. Inga underarter finns listade i Catalogue of Life.